# Soʻx
Soʻx (kyrillisch-usbekisch Сўх; russisch Сох; häufig, nach der englischen Transkription aus dem Russischen, Sokh), deutsch auch Soch, ist eine usbekische Exklave und ein Bezirk der usbekischen Viloyat Fargʻona. Sie bildet zugleich eine Enklave, die vollständig von Kirgisistan umschlossen ist. Mit 80.600 Einwohnern (Stand: 2014) und 325 km² Fläche ist Soʻx die einwohnerstärkste und größte der Enklaven im Ferghanatal. Die Exklave Soʻx ist etwa 35 Kilometer lang und etwa 7 Kilometer breit. Von Usbekistan ist Soʻx etwa 11,5 Kilometer (Luftlinie) entfernt. Größter Ort ist die Gemeinde Soʻx, die wie das Tal selbst nach dem Fluss Soʻx benannt wurde; Hauptort des Bezirkes Soʻx ist Ravon.

## Geographie
Soʻx liegt im fruchtbaren Soʻxtal, inmitten hoher Bergketten. Das Soʻxtal ist ein Nebental des ebenfalls fruchtbaren und wesentlich größeren Ferghanatals. Die Exklave hat eine Fläche von 325 km2, was im Vergleich zu anderen Exklaven in dieser Region groß ist.

## Bevölkerung
Die Bevölkerung besteht zu 99 % aus Tadschiken, die den usbekischen Pass besitzen. Der Rest bildet eine kleine kirgisische Minderheit (1 %).
Orte
- Soʻx
- Damersat
- Gaz

## Wirtschaft
Haupterwerbszweig ist die Landwirtschaft. Die Felder werden vom Fluss Soʻx versorgt, so dass Landwirtschaft nur in der Talebene möglich ist. Das Soʻxtal bildet damit eine Flussoase in der umliegenden, öden Graslandschaft.

## Geschichte
Gemeinsam mit Kokand war Soʻx eines der Zentren des Basmatschenaufstandes von 1918 bis 1924. Zu diesem Zeitpunkt war Soʻx mit Usbekistan noch direkt verbunden. 1955 kappte Moskau das nördliche Teilstück Soʻxs und schloss es der damaligen Sowjetrepublik Kirgisistan an. Seither ist Soʻx eine Exklave innerhalb Kirgisistans. Dieses Vorgehen stößt bis heute auf Ratlosigkeit; auch die usbekischen Behörden fordern einen Landzugang zu der Exklave, um sie besser kontrollieren zu können. Der Personen- und Warenverkehr ist seit der Wiedereinführung der Visumpflicht zwischen den zentralasiatischen Ländern stark eingeschränkt. Für Kirgisistan wäre die geforderte Landverbindung Soʻxs mit Usbekistan ein herber Verlust, denn sie würde den gesamten Südwestteil des Staates de facto vom Rest des Landes abtrennen. Die einzige gute Straßenverbindung zwischen den beiden kirgisischen Staatsteilen führt auch heute schon durch Soʻx.
Soʻx gilt heute als möglicher Stützpunkt der Islamischen Bewegung Usbekistans. Im Zuge der andauernden kirgisisch-usbekischen Grenzstreitigkeiten verminte die usbekische Seite Land um Soʻx, laut kirgisischen Angaben auch kirgisisches Staatsgebiet.